# Горные голуби
Горные голуби (лат. Gymnophaps) — род птиц семейства голубиных.
Распространены на Новой Гвинее, Соломоновых и Молуккских островах. Живут на поросших лесом холмах и в горах. Летают часто стаями по 10-100 особей. Самцы и самки в основном схожи. Питаются фруктами. Кожа вокруг глаз ярко-красная.

## Виды
Род включает 4 вида:
- Gymnophaps albertisii — новогвинейский горный голубь
- Gymnophaps mada — длиннохвостый горный голубь
- Gymnophaps solomonensis — бледный горный голубь
- Gymnophaps stalkeri